# Sporidesmium hormiscioides
Sporidesmium hormiscioides är en svampart som beskrevs av Corda 1838. Sporidesmium hormiscioides ingår i släktet Sporidesmium, ordningen Pleosporales, klassen Dothideomycetes, divisionen sporsäcksvampar och riket svampar.   Inga underarter finns listade i Catalogue of Life.